# Flitto
Flitto (ふりっと、韓国語名：플리토) とは、AI翻訳とクラウドソーシング翻訳を組み合わせたプラットフォームを提供することで、ユーザー同士が自由に翻訳を依頼し合えるサービス、及びそれを運営する企業である。会社は2012年9月に設立された。2021年現在、173ヵ国の1,000万人以上のユーザーがプラットフォームを利用している。

## 会社概要
2012年9月、イ・ジョンス（Simon Lee、現代表理事／CEO）とカン・ドンハン（現社内理事／CTO）、キム・ジング（現社内理事／CDO）が共同でFlittoを設立した。共同創業者はは3人ともSK Telecom / SK planetのマネージャーの経歴があり、同年代（1980～1982年生まれ）である。CEOのイ・ジョンスが、発行済株式の25.44％を保有しており、最大株主となっている（2020年12月31日現在）。共同創業者はそれぞれ4.24％を保有するにすぎず、自己株式0.46％を除いた残りの65.62％がその他株主に属する。
Flittoは翻訳プラットフォームの運営とともに、蓄積した言語データを企業に販売することによっても収益を得ている。2012年12月に、シリコンバレーIRにより「2013年に最も期待されるスタートアップ」に選ばれるなど、創業直後より注目を集めた。2020年4月には、フィナンシャル・タイムズの「アジア・太平洋地域における急成長企業 2020」の83位に選ばれた。
設立以来、Flitto はネイバー（2014年6月）、NTTドコモ（2016年6月）、Microsoft（2017年4月）、サムソン電子（2017年7月）、カカオ（2017年9月）、テンセント（2017年11月）、現代自動車（2019年4月）などの企業と「パートナーシップ」を締結してきた。 
中国と日本に子会社を持つ。中国子会社は2015年3月、日本子会社（フリットジャパン株式会社）は2018年7月18日に設立された。いずれも100％子会社であるが、中国には、もう一社連結対象のソフトウェア・サービス会社が存在する（中国の100％子会社を通じて実質的に100％支配している）。
Nice D&B（韓国の信用評価会社）による格付けは、2020年5月8日時点で、AAAからDまでのうちB-である。2020年12月期の当期純損益は45億ウォンの赤字だった。少なくとも5期連続で同程度の赤字となっている。つまり、2019年のKOSDAQ上場前後も継続して赤字を計上していたことになるが、利益が出ていなくても事業モデルについて高評価を得られれば上場申請ができる「事業モデル特例上場」制度（2017年1月導入）を利用した。なお、2020年12月期には、「継続企業存続不確実性」は認められていない。

## サービス概要
Flittoは、2021年11月現在、25か国語をカバーしている。ウェブサイトだけでなくアプリケーションでもサービスを利用できる。google翻訳と同様に無料で機械翻訳サービスを利用できるのに加え、「ポイント」を用いた翻訳の依頼ができる。利用にあたってはテキストだけでなく、画像や映像、音声ファイルもアップロードすることができる。また、位置情報を用いて、過去の類似翻訳リクエストを参照することもできる。
一般ユーザー向けのサービスとして、「クラウドソーシング翻訳」「1対1専門翻訳」がある。また、有名SNSの書き込み等を翻訳して楽しめる空間「ディスカバリー」もある。好きなスターをフォローすると、スターの音声メッセージがアップデートされた時、アプリのプッシュ通知でアップデートを得ることができる。現在、チェ・シウォン、ヘンリー、TEEN TOP、Block B、G.NAなどの韓国人歌手が、海外のファンとコミュニケーションするためにFlittoを使っている。現在、FlittoはTwitter・Instagram・WeiboなどのSNSをサポートしている。ブラジルの有名作家パウロ・コエーリョもツイートの翻訳にFlittoを利用したことがある。
また、企業向けのサービスとしては、翻訳依頼を引き受けているほか、翻訳プラットフォームの運用により得た大量の言語データをコーパスとして販売している。さらに、25の言語でメニューや案内板を制作し、客がQRコードで読み取れるようにする「QRプレース」というサービスもある。

### クラウドソーシング翻訳
一般ユーザー同士で翻訳をし合うサービスである。翻訳リクエストをする時、Flittoからのおすすめポイントが示されるが、これを参考に依頼者が直接ポイントを決めることも出来る。翻訳のリクエストが完了したら、該当の言語を使う翻訳家たちへとアラームが送られる。依頼者は数件の翻訳の中で一番自然な翻訳を採用し、採用された翻訳家は決められたポイントを得ることになる。
長文の場合、いくつかに区切って翻訳リクエストを出すこともできる。 リクエストを分けることで、より多くの翻訳家の参加により、短い時間で長文を翻訳することが出来る。リクエストを分けることで翻訳の一貫性が失われるのを防ぐため、メモ欄に翻訳に関する簡単なリクエスト事項を残すことが出来る。翻訳家たちはプラットフォーム上で他の翻訳家の前後の文脈を参考にし、自分の翻訳に反映することが出来る。 

### 1対1の専門翻訳
依頼者と翻訳家が1対1の形式で翻訳のリクエストを取り交わせるサービスである。1対1翻訳のサービスは依頼者から直接設定した条件（価格・納期・専門分野）に合わせて、翻訳家に直接リクエストできるという長所があり、クラウドソーシング翻訳よりも専門的で、繋がりのきれいな翻訳を得ることができる。依頼者はより正確で早く、低価格で専門的な翻訳家を直接選択することが出来、翻訳家と1対1のメッセージを通じてコミュニケーションすることもできる。 翻訳家としては、市場に比べ、低いプラットフォーム手数料及び、自由に翻訳依頼を選べるという長所がある。

## マスコミ報道
- 2013年03月 - Kansas City Business Journal で、「あなたがSXSWで見逃した7つ」のうちの一つとして紹介された[14]。

- 2014年09月 - CNN Internationalで、韓国の有望なITスタートアップとして紹介された[15]。

- 2015年01月 - Tech In Asiaで紹介された[16]。

- 2015年04月 – BBCで、イ・ジョンスの生い立ちを中心に紹介された[4]。

- 2016年01月 - KBS1の新年特集「青年大韓民国（청년 대한민국）」の第2部で特集された[17]。